# Lygodactylus graniticolus
Lygodactylus graniticolus är en ödleart som beskrevs av  Jacobsen 1992. Lygodactylus graniticolus ingår i släktet Lygodactylus och familjen geckoödlor. Inga underarter finns listade i Catalogue of Life.